# هنري فينتر ديفيس
هنري فينتر ديفيس (بالإنجليزية: Henry Winter Davis) هو محامي وسياسي أمريكي، ولد في 16 أغسطس 1817 في الولايات المتحدة، وتوفي بنفس المكان في 30 ديسمبر 1865. حزبياً، نشط في حزب لا أدري والحزب الجمهوري وUnconditional Union Party ‏. انتخب عضو مجلس النواب الأمريكي.

## روابط خارجية
- هنري فينتر ديفيس على موقع الموسوعة البريطانية (الإنجليزية)
- هنري فينتر ديفيس على موقع إن إن دي بي (الإنجليزية)